# Église Saint-Pierre-Saint-Paul de Prunay-en-Yvelines
Pour les articles homonymes, voir Église Saint-Pierre-et-Saint-Paul.
L'église Saint-Pierre-Saint-Paul est une église catholique située à Prunay-en-Yvelines, en France.

## Localisation
L'église est située dans le département français des Yvelines, sur la commune de Prunay-en-Yvelines.

## Historique
L'édifice est classé au titre des monuments historiques en 1983.